# Carta millimetrata

Le misure in mm della carta

Il termine carta millimetrata, carta a griglia o carta a quadretti è una tipologia di carta stampata con linee sottili che formano una griglia regolare. Le linee sono spesso usate come guide per tracciare funzioni matematiche o dati sperimentali e disegnare grafici bidimensionali. Si trova comunemente nell'ambito degli studi di matematica e ingegneria e nei quaderni utilizzati per i laboratori. La carta millimetrata è disponibile in carta sfusa o assemblata in confezioni.

## Storia
Si fa risalire all'inglese dottor Buxton il brevetto della carta, stampata con una griglia rettangolare, nel 1794.  Un secolo dopo, E.H. Moore, un eminente matematico dell'Università di Chicago, caldeggiò l'uso della carta con "linee quadrate" per gli studenti delle scuole superiori e università.
Il termine "carta millimetrata" non ha avuto un'ampia diffusione negli Stati Uniti d'America, mentre in Europa il termine "carta a quadretti" è rimasto in uso più a lungo. In Italia è tuttora in uso corrente e nei diversi gradi di istruzione.

## Curiosità

Le misure sul piano cartesiano: in ordinata la tensione elettrica, in ascissa il tempo

La carta utilizzata per l'elettrocardiogramma è una carta millimetrata in cui il tempo viene registrato in ascissa (con scala di un secondo ogni 25 mm) e l'ampiezza in ordinata (con scala di un millivolt ogni 10 mm).
La carta elettrocardiografica ha una quadrettatura di dimensioni standard: le linee orizzontali e verticali sono esattamente a 1 mm di distanza; come riferimento visivo, ogni 5 linee orizzontali e verticali, se ne riporta una più marcata. L'asse orizzontale, leggendo da sinistra a destra, rappresenta il tempo. Alla velocità standard della carta di 25 mm/s, ogni mm rappresenta 0,04 secondi. L'asse verticale corrisponde all'ampiezza delle varie componenti elettrocardiografiche.

### Altri utilizzi
La carta millimetrata ha diversi formati ed è utilizzata in situazioni e da professionisti diversi, qui di seguito alcuni esempi:
1. architetti e ingegneri la usano per il disegno tecnico;
2. la "carta logaritmica" ha rettangoli disegnati in larghezze diverse corrispondenti a scale logaritmiche utilizzate nei calcoli matematici;
3. la "carta per coordinate polari" viene usata per tracciare un sistema di coordinate polari.

## Esempi

Normale carta per grafici
Carta grafica logaritmica
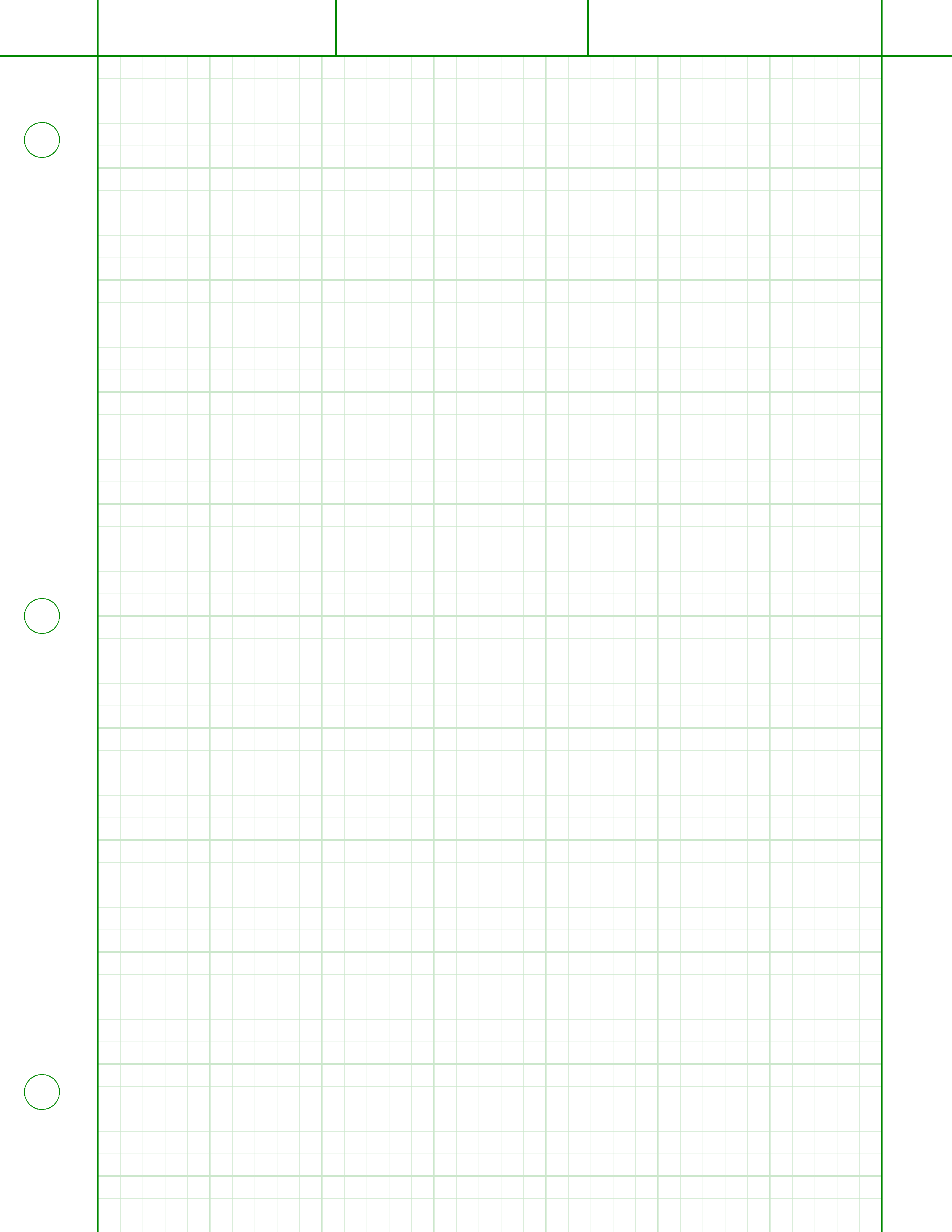
Carta "ingegneristica"
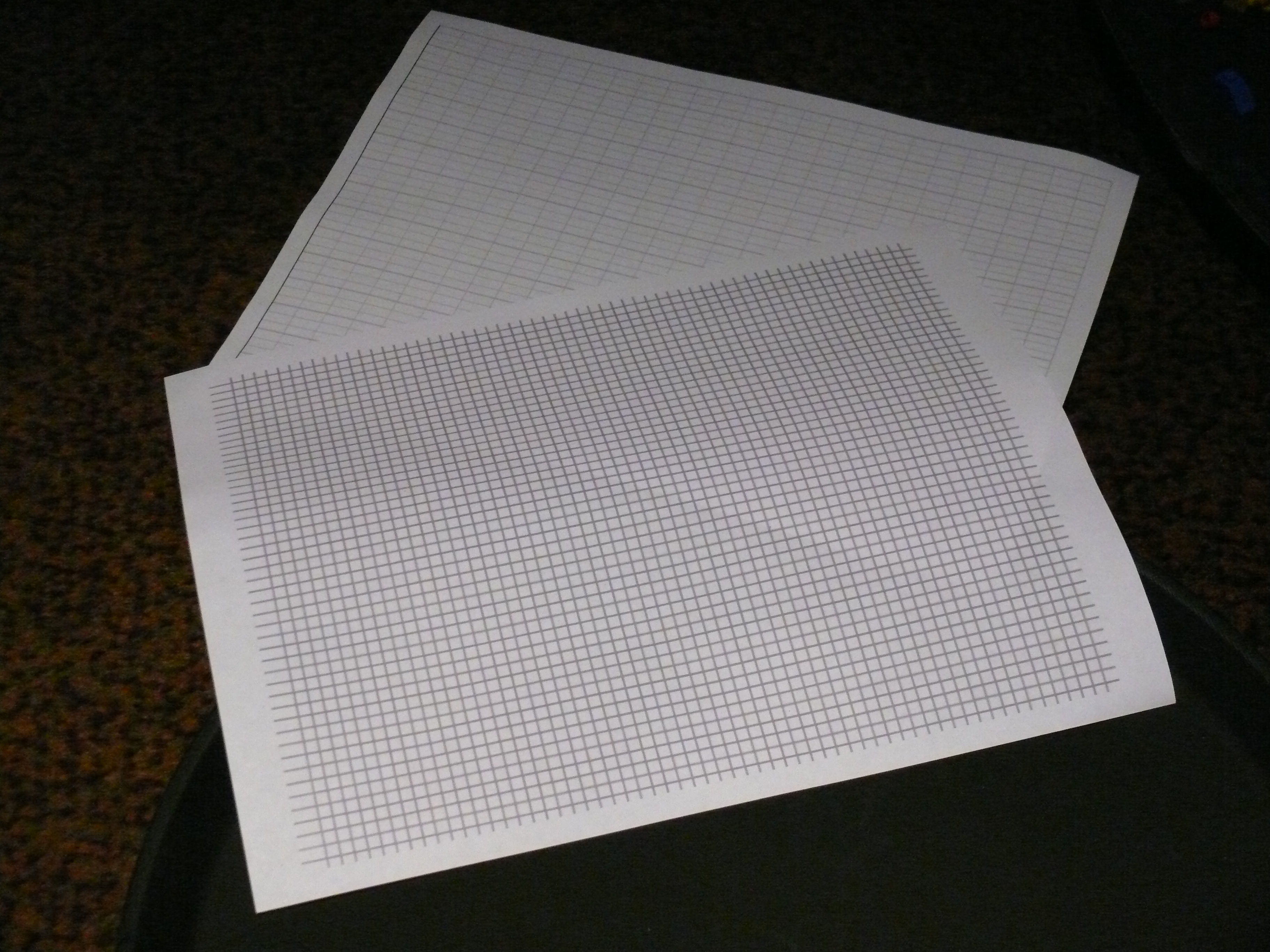
Due stili di carta in fogli mobili